# Ревальд, Герхард
Герхард Ревальд (нем. Gerhard Rehwald; 28 июня 1929, Злате-Горы) — немецкий военный врач, генерал-лейтенант Национальной народной армии Германской Демократической Республики. Доктор медицинских наук. С 1966 по 1987 год возглавлял военно-медицинскую службу ГДР. С 1987 по 1989 год был президентом Германского Красного Креста ГДР.

## Биография
Герхард Ревальд родился 28 июня 1929 года в городе Цукмантель (ныне — Злате-Гори). Сын плотника, он после окончания Второй мировой войны оказался в советской зоне оккупации. С 1948 года работал в ландрате в районе Фрайберг. В 1948 году вступил в ряды Социалистической Единой партии Германии (СЕПГ, SED) и в Союз свободной немецкой молодёжи, был активным членом союза.
23 марта 1950 года поступил на службу в Германскую народную полицию (VP), был первым секретарем Союза свободной немецкой молодёжи в городе Гера (Тюрингия). В 1952 году поступил учиться на Рабоче-Крестьянский факультет, поступил на службу в Народную полицию. С 1952 по 1959 год учился в Ленинграде в Военно-медицинской академии С. М. Кирова по специальности «медицина». Одновременно, в 1956 году вступил в ряды Национальной народной армии.
После окончания учебы Герхард Ревальд работал полковым врачом в Национальной народной армии, затем, в 1961 году поступил на службу в медицинское управление Министерства национальной обороны (MfNV). С 1966 года был начальником медицинского управления Министерства национальной обороны, руководителем медицинской службы Национальной народной армии. 26 февраля 1971 года был произведён в генерал-майор указом председателя Национального совета обороны ГДР Вальтера Ульбрихта. 7 октября 1978 года получил звание генерал-лейтенанта.
В конце апреля 1987 года Ревальд уволился со службы в Национальной народной армии, чтобы перейти на работу президентом Германского Красного Креста ГДР. После объединения Германии в ноябре 1989 года отказался от этой должности. С апреля по декабрь 1990 года последним президентом Германского Красного Креста был Кристоф Брюкнер.

## Награды
- Медаль Хуфеланда (1968)
- Премия Фридриха Энгельса (1975)
- Орден «За заслуги перед Отечеством» (ГДР) в золоте (1989)